# Delfina de Pedralbes
Delfina de Pedralbes (Barcelona?, último tercio del siglo XV - Monasterio de Pedralbes, 6 de junio de 1520) fue una monja clarisa de Pedralbes. Fallecida en olor de santidad, conservaba su cuerpo incorrupto y con olor aromático. Fue venerada como beata por su comunidad, a pesar de no existir reconocimiento oficial de la Iglesia como tal.

## Biografía
Noble de la Corona de Aragón nacida en el último tercio del siglo XV. Al quedarse viuda, quiso entrar en la vida religiosa. Ingresó en la Orden de Santa Clara, en el Monasterio de Pedralbes, donde destacó por su virtud y su vida ejemplar. Tuvo episodios místicos y se le atribuyen milagros, como la curación de la monja Ángela Cornet, desahuciada por los médicos y a punto de morir, o la curación de la abadesa Teresa de Cardona, curada milagrosamente de la rotura de la vena de un ojo.
Murió en olor de santidad, "por sus heriocas virtudes y milagros", como recoge un documento del monasterio, el 6 de junio de 1520.
Cuatro años después de su muerte, su cuerpo fue encontrado incorrupto y exhalaba un olor aromático; fue enterrada en el claustro del Monasterio. Sin embargo, no se conservan más detalles de su vida.
Fue calificada de Beata en algunos santorales, martirologios e historias de la Orden y del Monasterio, pero no ha recibido culto oficial más allá de la veneración particular del monasterio.